# Dennis Oppenheim

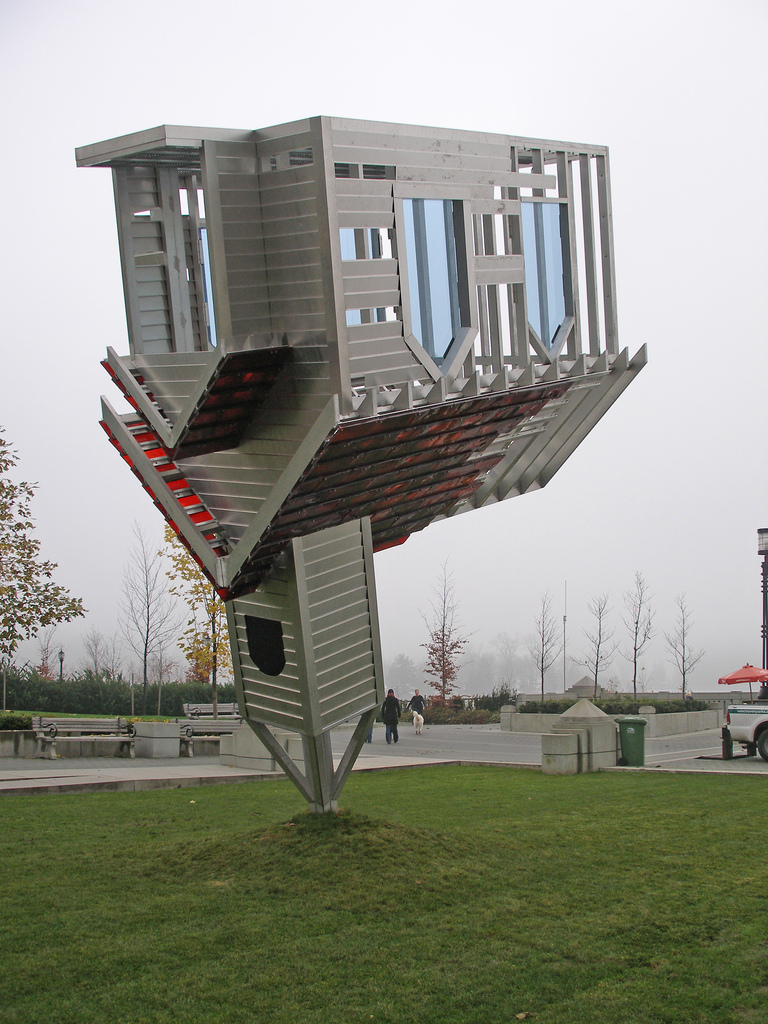
Dennis Oppenheim, Device to Root out Evil (Urządzenie do wykorzeniania zła). Vancouver, Kanada. 1997

Dennis Oppenheim (ur. 6 września 1938 w Electric City, Waszyngton, zm. 22 stycznia 2011 w Nowym Jorku) – artysta amerykański, zajmujący się sztuką konceptualną, land-artem, fotografią oraz body artem. Mieszkał w Nowym Jorku, tworzył instalacje architektoniczne i działał w przestrzeni publicznej.
Oppenheim był jednym z pierwszych konceptualistów, którzy rozpoczęli w Ameryce działania w krajobrazie. Pierwsze projekty powstawały w latach 1966–1970 i sytuowały się często na pograniczu body artu i sztuki konceptualnej. Jego prace odnoszą się do naturalnych procesów zachodzących w naturze oraz zawierają refleksję nad nietrwałością dzieł stworzonych przez człowieka.